# وشترنگروند
وشترنگروند (به آلمانی: Westerngrund) یک شهر در آلمان است که در آشافنبورگ واقع شده‌است. وشترنگروند ۱٬۹۰۱ نفر جمعیت دارد.